# لرزش، تق تق و راک!
لرزش، تق تق و راک! (به انگلیسی: Shake, Rattle and Rock!) فیلمی محصول سال ۱۹۹۴ و به کارگردانی آلن آرکوش است. در این فیلم بازیگرانی همچون رنی زلوگر، هاوی ماندل، مکس پرلیچ، جان دو، گریت گراهام، نورا دان، مری وارناف، دی یونگ، پاملا جین سولز، جنیفر لوئیس، استیون فرست، دیک میلر و ویلیام شارلت ایفای نقش کرده‌اند.